# 나병선
나병선(羅柄扇, 1934년 8월 11일~2023년 12월 14일)은 대한민국의 군인 출신 정치인이다. 제14대 국회의원을 지냈다.

## 학력
- 전주상업고등학교 졸업
- 육군사관학교 졸업
- 국방대학원 졸업

## 경력
- 국방대학교 총장
- 국방대학원 원장
- 제11기계화보병사단장
- 합동참모본부 작전본부장
- 제6군단장
- 방위산업진흥협회 상근부회장
- 제14대 국회의원
- 제14대 대통령 선거 민주당 김대중 대통령 후보 안보특별보좌역
- 한일의원연맹 간사
- 한국석유공사 사장
- 아시아태평양재단 이사
- 새정치국민회의 서울특별시 지부 성동구 갑 지구당위원장

## 역대 선거 결과
|  | 29.2% |

|  | 35.34% |